# Тибо-Бриньоль, Оскар Иосифович
О́скар Ио́сифович Тибо́-Бриньо́ль (также Оскар-Франц, фр. Oscar Thibeaux-Brignolles; 2 [14] марта 1850, Орёл — 16 [29] июня 1903, посёлок Рябово, Санкт-Петербургская губерния) — российский архитектор из рода обрусевших французов.

## Биография
Родился 2 (14) марта 1850 года в Орле в семье академика архитектуры Иосифа Францевича Тибо-Бриньоля. 
В 1868 году окончил Орловскую губернскую гимназию, затем учился в Санкт-Петербурге в Технологическом институте, но не окончил его: в 1869 году был арестован за участие в студенческих волнениях и с марта по октябрь того же года находился в ссылке в Оренбургской губернии.
Вернувшись из ссылки, поступил в Земледельческий институт. В марте 1872 года вместе с братом Иосифом был привлечён к дознанию за участие в кружке революционно настроенных студентов и поставлен под полицейский надзор. В 1875 году окончил институт, через год получил звание кандидата сельского хозяйства.
Учился в Императорской Академии художеств (1876—1880). Окончил её со званием неклассного художника-архитектора за проект «богадельни для 90 мужчин и 60 женщин». В 1884 году получил звание классного художника 3 степени. 
В 1881 году был назначен архитектором Госбанка. В 1883 году награждён орденом Святого Станислава 3-й степени. Участвовал в устройстве русского отдела Всемирной выставки 1889 года в Париже, за которое французским правительством он был награждён орденом «Officier d'Akademie».
С 1891 года служил архитектором при Департаменте земледелия Министерства земледелия и государственных имуществ. Женился 17 января 1893 года на француженке Зели-Пасифик Кювийе.
С октября 1894 года по август 1895 года находился в командировке на Кавказских минеральных водах, исполняя обязанности архитектора. Занимался ремонтом и переоборудованием, расширением существующих и возведением новых зданий. В частности, построил ограду, дом для рабочих и музыкальный павильон в Казённом саду Пятигорска и Скальковские ванны в Кисловодске.
С лета 1895 года работал в Санкт-Петербурге, строил пальмовые оранжереи в Императорском Ботаническом саду и лютеранскую церковь в Белоострове. По некоторым сведениям, участвовал в устройстве русского отдела Всемирной выставки 1900 года в Париже.
Скончался 16 (29) июня 1903 года в своём доме в посёлке Рябово под Санкт-Петербургом. Похоронен на Рябовском лютеранском кладбище, ныне на территории города Всеволожска.

## Проекты и постройки

### Санкт-Петербург и пригороды
- Жилой дом для чиновников Государственного банка (завершение, начат В. Ф. Эстеррейхом). Набережная канала Грибоедова, 32 — Банковский переулок, 2 (1880—1883);
- Доходный дом. Конная улица, 5 (1883; перестроен);
- Доходный дом Н. Ф. Фролова. Митавский переулок, 4 (1896);
- Доходный дом (левая часть). Рузовская улица, 29 (1899; включён в существующее здание);
- Пальмовые оранжереи в Императорском Ботаническом саду;
- Кирха Святых Апостолов Петра и Павла в Белоострове (совместно с гражданским инженером А. М. Воробьёвым). Белоостров (1889—1892; не сохранилась);
- Вилла Альванг и дача Брюно в Шувалово;

### Кавказские Минеральные Воды
- Ограда, дом для рабочих и музыкальный павильон в Казённом саду Пятигорска;
- Скальковские ванны в Кисловодске.

### Париж
- Русский павильон для Всемирной выставки 1889 года.

## Фото

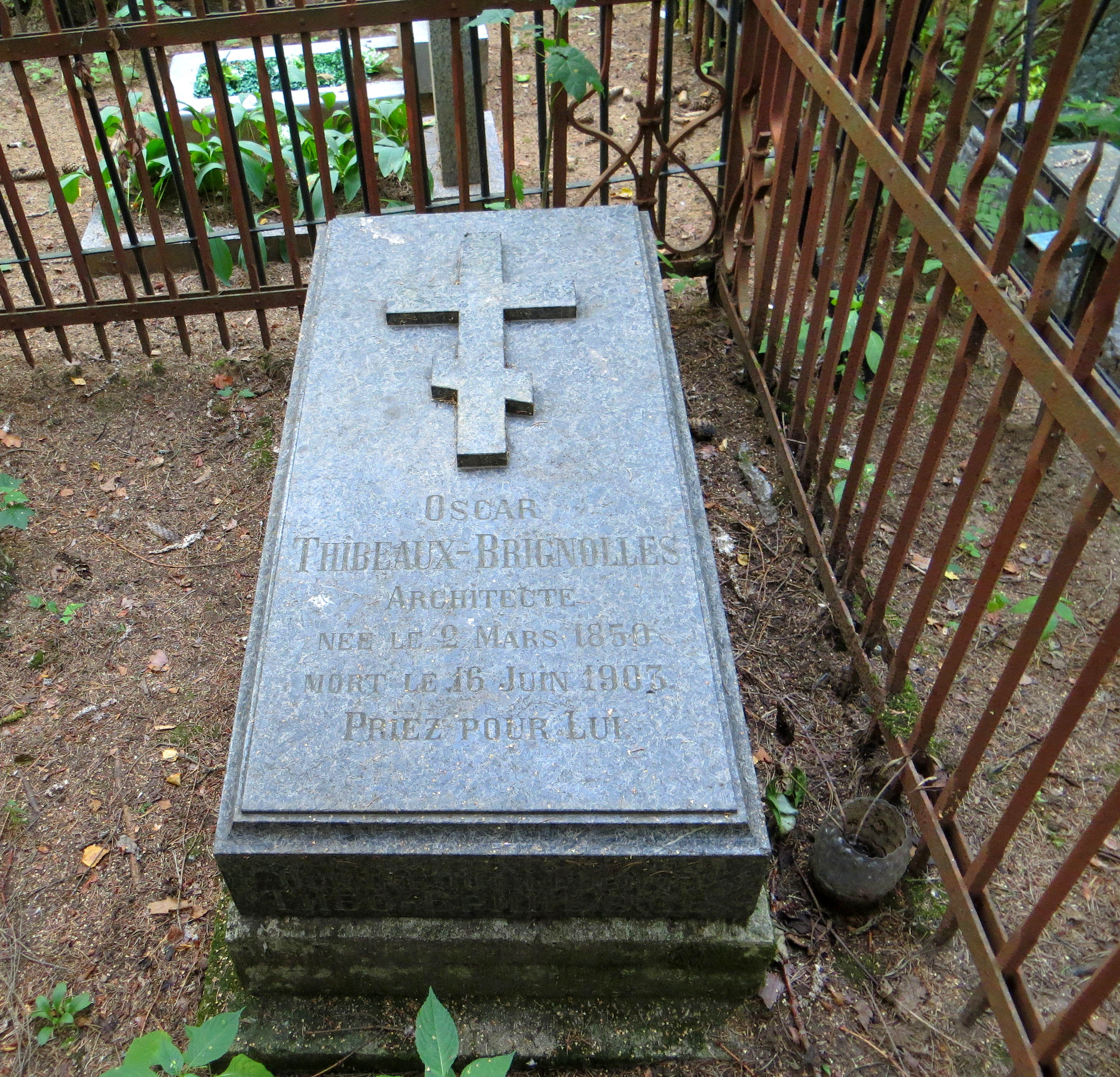
Могила О. И. Тибо-Бриньоля